# Scarlett Johansson
Pour les articles homonymes, voir Johansson.
Scarlett Johansson est une actrice, réalisatrice, scénariste, productrice de cinéma et chanteuse américano-danoise, née le 22 novembre 1984 à Manhattan (New York).
Actrice la plus rentable de tous les temps, Johansson fait ses débuts au cinéma dans la comédie fantastique North (1994).
Révélée à l'âge de quatorze ans, grâce à sa prestation dans L'Homme qui murmurait à l'oreille des chevaux (1998) de Robert Redford, elle tient les rôles principaux de plusieurs films indépendants acclamés par la critique : Ghost World (2001), Lost in Translation (2003) et La Jeune Fille à la perle (2003). Ces deux derniers longs-métrages lui valent le BAFTA de la meilleure actrice (pour Lost in Translation) et deux nominations aux Golden Globes. Par la suite, elle tourne à trois reprises avec Woody Allen, dans le thriller Match Point (2005), la comédie Scoop (2006) et Vicky Cristina Barcelona (2008). Parallèlement, elle se diversifie en jouant dans le blockbuster The Island (2005), le thriller historique Deux Sœurs pour un roi (2008) ou encore la comédie romantique Ce que pensent les hommes (2009).
À partir de 2010 avec son apparition dans le film Iron Man 2, Scarlett Johansson devient un pilier de l'Univers cinématographique Marvel, dans lequel elle incarne Natasha Romanoff (la Veuve noire) et fait partie des six Avengers originaux dans les quatre films qui leur sont consacrés. Elle incarne le rôle principal dans Black Widow, film centré sur son personnage sorti en 2021.
Elle revient à des rôles plus complexes, en interprétant Janet Leigh dans le biopic Hitchcock (2013) ou Laura dans Under the Skin (2013), elle s'impose surtout comme une tête d'affiche de blockbusters d'action en portant Lucy (2014) puis Ghost in the Shell (2017). En 2020, elle est doublement nommée pour la première fois aux Oscars grâce aux films Marriage Story et Jojo Rabbit. Elle est en 2018 et en 2019 l'actrice la mieux payée au monde, ainsi que l'interprète féminine cumulant le plus de recettes dans l'histoire du box-office mondial, ses films ayant rapporté plus de quatorze milliards de dollars, ces résultats étant en partie liés à son rôle de la Veuve noire dans des films au grand succès comme Avengers: Endgame. Time l’a également nommée l’une des 100 personnes les plus influentes au monde en 2021.
Elle a reçu de nombreuses distinctions, dont un British Academy Film Award, un Tony Award et des nominations pour deux Oscars et cinq Golden Globe Awards.

## Biographie

### Enfance et famille
Scarlett Ingrid Johansson est née le 22 novembre 1984 à New York dans le quartier de Manhattan, avec son frère jumeau Hunter. Son père, Karsten Olaf Johansson, est un architecte originaire de Copenhague, au Danemark, et son grand-père paternel, Ejner Johansson, était historien, scénariste et réalisateur, dont le père était suédois. Sa mère, Melanie Sloan, est une productrice new-yorkaise issue d'une famille juive ashkénaze d'origine polonaise du Bronx,,. Les parents de Scarlett se sont rencontrés au Danemark alors que sa mère vivait encore chez la grand-mère maternelle de Scarlett, Dorothy, qui fut bibliothécaire et enseignante.
Une partie de sa famille, notamment le frère de son grand-père maternel, est morte dans le Ghetto de Varsovie.
Outre son jumeau Hunter, acteur, Scarlett Johansson a une sœur plus âgée, Vanessa, également actrice, un frère plus âgé, Adrian, et un demi-frère, Christian, né du second mariage de son père. Elle possède les nationalités américaine et danoise.
Scarlett Johansson grandit avec « peu d'argent » et une mère « cinéphile ».
Scarlett fréquentait l'école primaire PS 41, située à Greenwich Village, à Manhattan. Ses parents ont divorcé alors qu'elle avait treize ans. Scarlett était particulièrement proche de sa grand-mère maternelle, Dorothy Sloan, qui était comptable et professeur des écoles. Elles passaient souvent du temps ensemble, et Scarlett la considérait comme sa meilleure amie.
Intéressée depuis son plus jeune âge par une carrière sous les projecteurs, elle donnait souvent des spectacles de danse et de chant pour sa famille. Elle aimait particulièrement les comédies musicales et le jazz hands (type de danse dans laquelle les bras sont tendus, les paumes orientées vers le public et les doigts écartés). Elle a pris des cours de claquettes, et affirme que ses parents l'ont toujours soutenue dans ses choix de carrière. Elle décrit son enfance et sa famille comme ordinaires.
Pendant son enfance, Scarlett s'entraînait à jouer en restant devant le miroir jusqu'à ce qu'elle pleure, elle voulait être Judy Garland dans Le Chant du Missouri (1944). À l'âge de sept ans, elle fut anéantie quand son frère fut remarqué par un agent et signa un contrat à sa place, mais elle décida plus tard de devenir actrice malgré tout. Elle s'inscrit au Lee Strasberg Theatre and Film Institute, et commence à auditionner pour des campagnes publicitaires, mais s'en désintéresse assez rapidement : « Je ne voulais pas promouvoir Wonder Bread. » Elle se concentre sur le cinéma et le théâtre, et se produit pour la première fois sur scène dans la pièce Off-Broadway Sophistry avec Ethan Hawke, pièce dans laquelle elle a deux répliques. C'est à peu près à ce moment-là qu'elle commence à étudier à la Professional Children's School, une institution privée pour les enfants acteurs prometteurs de Manhattan. À neuf ans, Scarlett fit sa première apparition au cinéma dans le rôle de la fille de John Ritter dans la comédie fantastique L'Irrésistible North (1994). Elle dit que lorsqu'elle était sur le plateau de tournage, elle savait intuitivement ce qu'il fallait faire. Johansson obtient par la suite des rôles secondaires, par exemple en jouant la fille des personnages de Sean Connery et Kate Capshaw dans le thriller Juste Cause (1995), ou alors dans le rôle d'une étudiante en art dans If Lucy Fell (1996).

### Formation et débuts d'actrice (1994-2002)
Scarlett Johansson débute au théâtre à l'âge de huit ans aux côtés d'Ethan Hawke dans Sophistry. Sa carrière cinématographique démarre vers l'âge de 9 ans quand sa mère l'emmène passer des auditions. Vers dix ou onze ans, elle est auditionnée pour le rôle de Judy Shepherd dans le film Jumanji, dont le rôle est attribué à Kirsten Dunst. Elle décroche son premier rôle au cinéma en 1994 dans le film L'Irrésistible North de Rob Reiner. Elle enchaîne ensuite les rôles sans se faire vraiment remarquer et c'est en 1998 qu'elle reçoit le Young Star Award, décerné par le magazine The Hollywood Reporter pour son rôle de Grace dans L'Homme qui murmurait à l'oreille des chevaux.
En 1999, elle tourne un drame de guerre appelé American Rhapsody et l'année suivante, elle tourne aux côtés de Billy Bob Thornton dans The Barber. Elle se fait aussi remarquer dans le film Ghost World, sorti en 2001, aux côtés de Thora Birch.
En 2002, Scarlett Johansson est diplômée en théâtre de la Professional Children's School de Manhattan.

### Révélation critique (2003-2005)

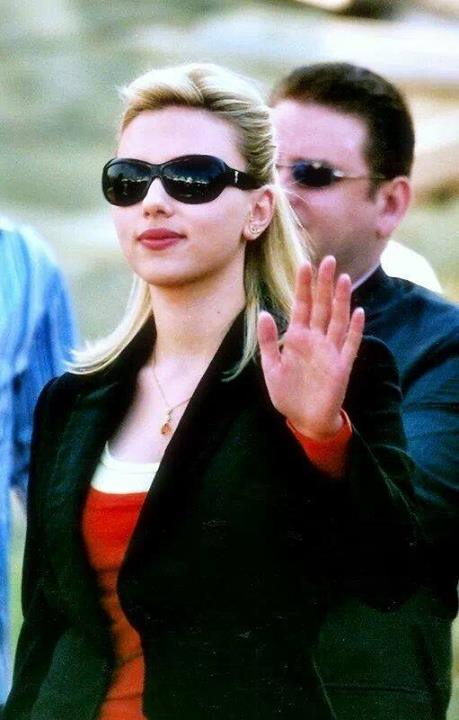
Scarlett Johansson au festival de Cannes 2005, pour la présentation de Match Point.

Scarlett Johansson s'impose en 2003 dans deux rôles successifs : tout d'abord face à Bill Murray dans Lost in Translation de Sofia Coppola, puis aux côtés de Colin Firth dans La Jeune Fille à la perle, méticuleuse reconstitution du monde de Vermeer. Elle se voit décerner le « Upstream Prize » à la Mostra de Venise pour le premier et est sélectionnée aux Golden Globe Awards comme meilleure actrice dans un film musical ou une comédie pour Lost in Translation et meilleure actrice dans un film dramatique pour La Jeune Fille à la perle. Elle remporte aussi aux BAFTA la même année le prix de meilleure actrice pour son rôle dans Lost in Translation.
Elle est conviée aux Oscars en juin 2004 afin d'y remettre un prix.
En 2004, elle joue aux côtés de Topher Grace dans En bonne compagnie et face à John Travolta et Gabriel Macht dans le drame de mœurs Love Song ; ce rôle lui valut une troisième nomination aux Golden Globes. Cette même année, elle est contactée pour un rôle dans Mission impossible 3 auquel elle ne peut y participer en raison de son emploi du temps ; un supposé conflit personnel avec Tom Cruise, également rapporté par les journaux, est publiquement démenti. Elle est remplacée par Keri Russell.
Du 1er au 11 septembre 2004, elle est membre du jury du 61e Festival de Venise, sous la présidence de John Boorman et aux côtés de Spike Lee et Helen Mirren notamment.
En juillet 2005, elle tient le premier rôle féminin dans un blockbuster d'action : The Island avec Ewan McGregor. Elle tourne ensuite un film de Woody Allen, Match Point. Son rôle lui valut une quatrième nomination aux Golden Globes, dont le prix fut décerné à Rachel Weisz. Elle est depuis considérée comme un sex-symbol mondial et devient alors, par sa prestation dans ce film, la nouvelle muse de Woody Allen. Leur collaboration s'étend en effet à trois films.

### Confirmation commerciale (2006-2009)

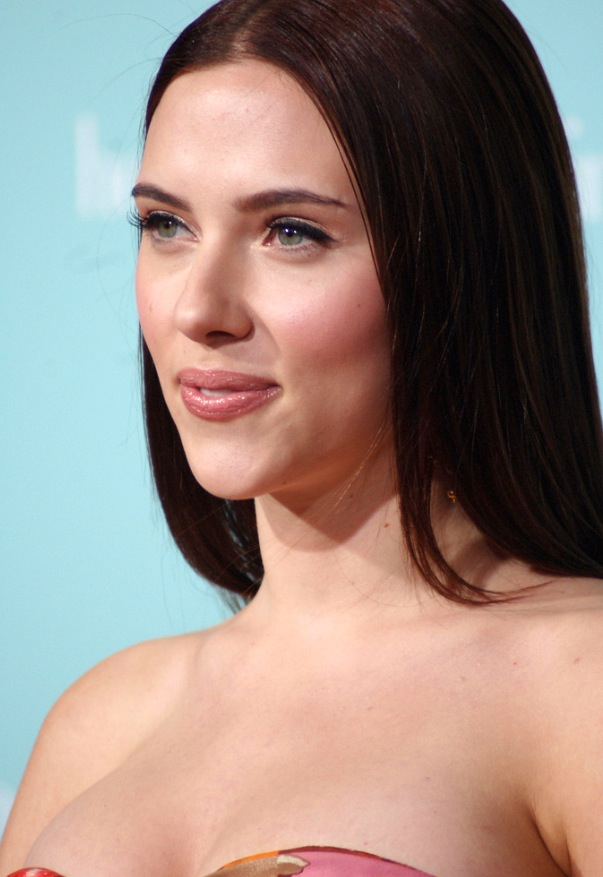
Scarlett Johansson à la première de Ce que pensent les hommes, en février 2009.

Scarlett Johansson le retrouve en effet pour Scoop, une comédie policière sortie en juillet 2006, aux côtés de Hugh Jackman.
La même année, elle apparaît dans Le Dahlia noir de Brian De Palma, tourné à Los Angeles et en Bulgarie avec Josh Hartnett, Aaron Eckhart et Hilary Swank. Scarlett Johansson explique qu'elle admire le travail de De Palma et voulait travailler dans ce film malgré le fait qu'elle pensait être « physiquement non indiquée » pour le rôle. Les critiques sont partagées, certains trouvant son travail bon et certains non,. Elle joue également aux côtés de Hugh Jackman pour la seconde fois consécutive et de Christian Bale pour un thriller fantastique, Le Prestige, réalisé par un autre grand cinéaste, Christopher Nolan.
Le 14 janvier 2006, Scarlett Johansson anime le Saturday Night Live. Elle y revient le 21 avril 2007 pour y chanter un duo avec Andy Samberg (une reprise de Something to Talk About).
Elle tourne ensuite la chronique historique Deux Sœurs pour un roi (The Other Boleyn Girl) de Justin Chadwick (qui sort en février 2008), où elle côtoie Natalie Portman et Eric Bana, pour y incarner le rôle de Mary Boleyn. En août 2007, elle tourne à Barcelone son troisième film avec Woody Allen, Vicky Cristina Barcelona où elle joue aux côtés du couple espagnol, Penélope Cruz et l'acteur oscarisé Javier Bardem.
Elle interprète ensuite Annie Braddock dans Le Journal d'une baby-sitter aux côtés d'Alicia Keys, Laura Linney et Nicholas Art (en). Le film est sorti le 24 août 2007 en Amérique du Nord et le 14 mai 2008 en France.
En 2008, elle est la femme fatale dans l'adaptation cinématographique du comic The Spirit où elle retrouve Eva Mendes, avec qui elle a travaillé en 1998 sur My Brother the Pig et Gabriel Macht, qu'elle a côtoyé sur Love Song de Shainee Gabel en 2004,.
Puis, en 2009, Johansson joue un professeur de yoga dans Ce que pensent les hommes, adaptation cinématographique du livre He's Just Not That Into You (Greg Behrendt), où elle a pour partenaires Drew Barrymore, Jennifer Aniston, Jennifer Connelly, Bradley Cooper, Ben Affleck, Kevin Connolly, Ginnifer Goodwin et Justin Long. Le réalisateur est Ken Kwapis et la productrice Drew Barrymore. Bien que les critiques soient peu unanimes, Scarlett obtient quelques critiques favorables, notamment du Baltimore Sun, disant de l'actrice qu'elle « prouve qu'elle n'a pas besoin de Woody Allen pour être drôle » et que le San Francisco Chronicle l'encense en écrivant qu'« elle est devenue une actrice comique habile ».

### Entre blockbusters et films indépendants (2010-2014)

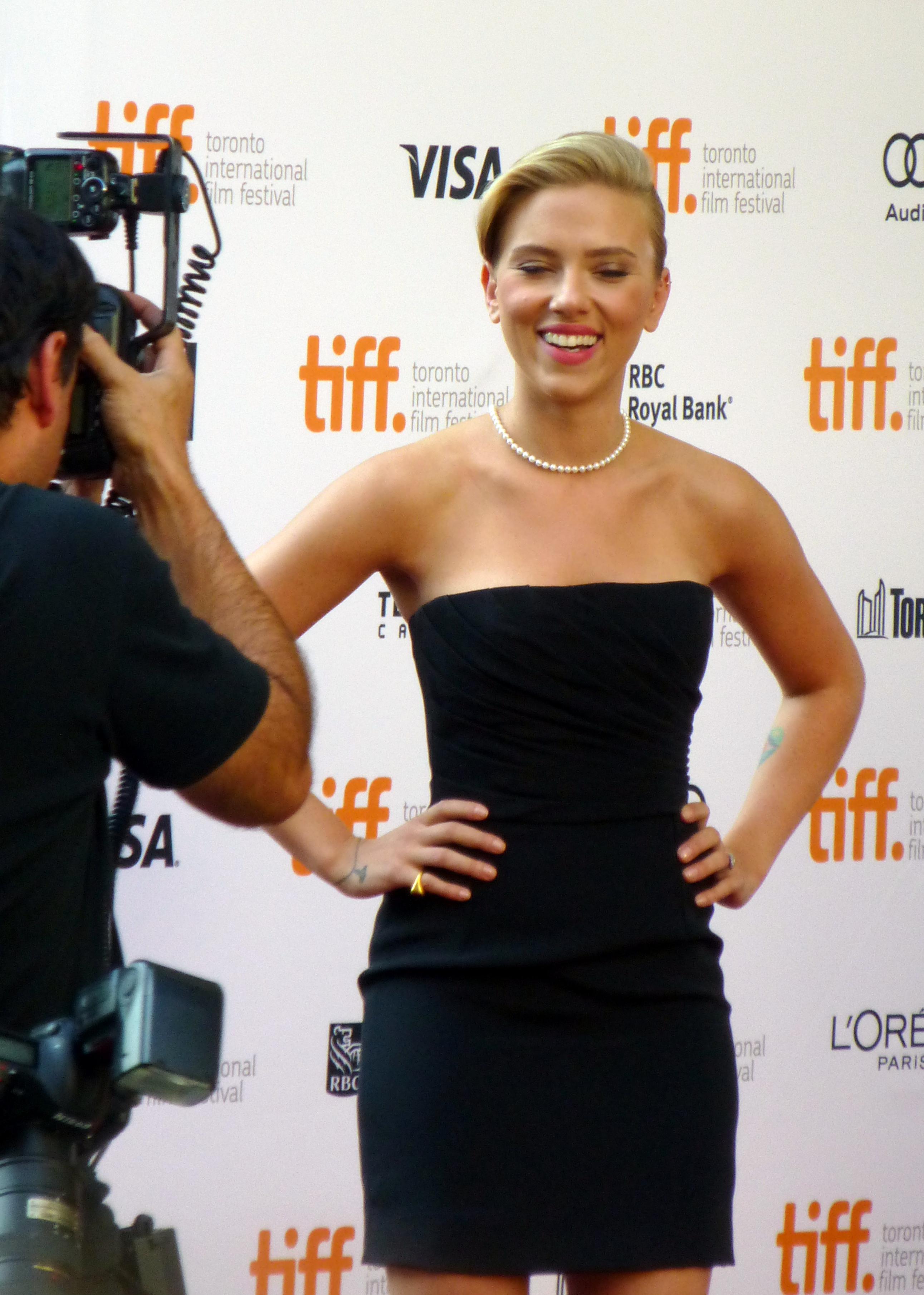
Scarlett Johansson à la projection de Don Jon au festival international du film de Toronto 2013.

En 2010, Scarlett Johansson fait partie des premiers acteurs à rejoindre l'univers cinématographique Marvel en incarnant le personnage de Natasha Romanoff dans le film Iron Man 2, réalisé par Jon Favreau, remplaçant ainsi l'actrice britannique Emily Blunt, qui devait initialement incarner le rôle. Elle reprend son rôle en 2012 dans le blockbuster Avengers.
Le 2 mai 2012, elle obtient son étoile sur le Hollywood Walk of Fame à Los Angeles.
En 2013, elle interprète le rôle de Janet Leigh dans le film biographique sur Alfred Hitchcock, Hitchcock, aux côtés de Jessica Biel (Vera Miles), Helen Mirren (Alma Reville) et Anthony Hopkins (Alfred Hitchcock). Dans la comédie dramatique familiale Nouveau Départ, réalisée par Cameron Crowe, elle interprète une jeune gardienne en chef d'un zoo à l'abandon, aux côtés de Matt Damon.
Elle révèle en février 2013 ne pas avoir été préférée à Anne Hathaway pour le rôle de Fantine dans Les Misérables, adaptation mise en scène par Tom Hooper. Anne Hathaway remporte l'Oscar de la meilleure actrice dans un second rôle.
Le 16 novembre 2013, Johansson reçoit le prix de la meilleure actrice pour le film Her lors du 8e Festival international du film de Rome. Un rôle très particulier puisque, dans ce film de Spike Jonze, elle double un système d'exploitation perfectionné et tellement humain que son utilisateur (incarné par Joaquin Phoenix) en tombe amoureux.
Dans le film de science-fiction indépendant anglais Under the Skin, de Jonathan Glazer, elle joue une mystérieuse créature embarquant de jeunes hommes vers un destin funeste.
Elle participe à la satire Don Jon, écrite et réalisée par Joseph Gordon-Levitt, y jouant Barbara Sugarman, une jeune bimbo romantique, témoignant de talents comiques jusque-là peu exploités.

### Cinéma commercial et héroïne d'action (depuis 2014)

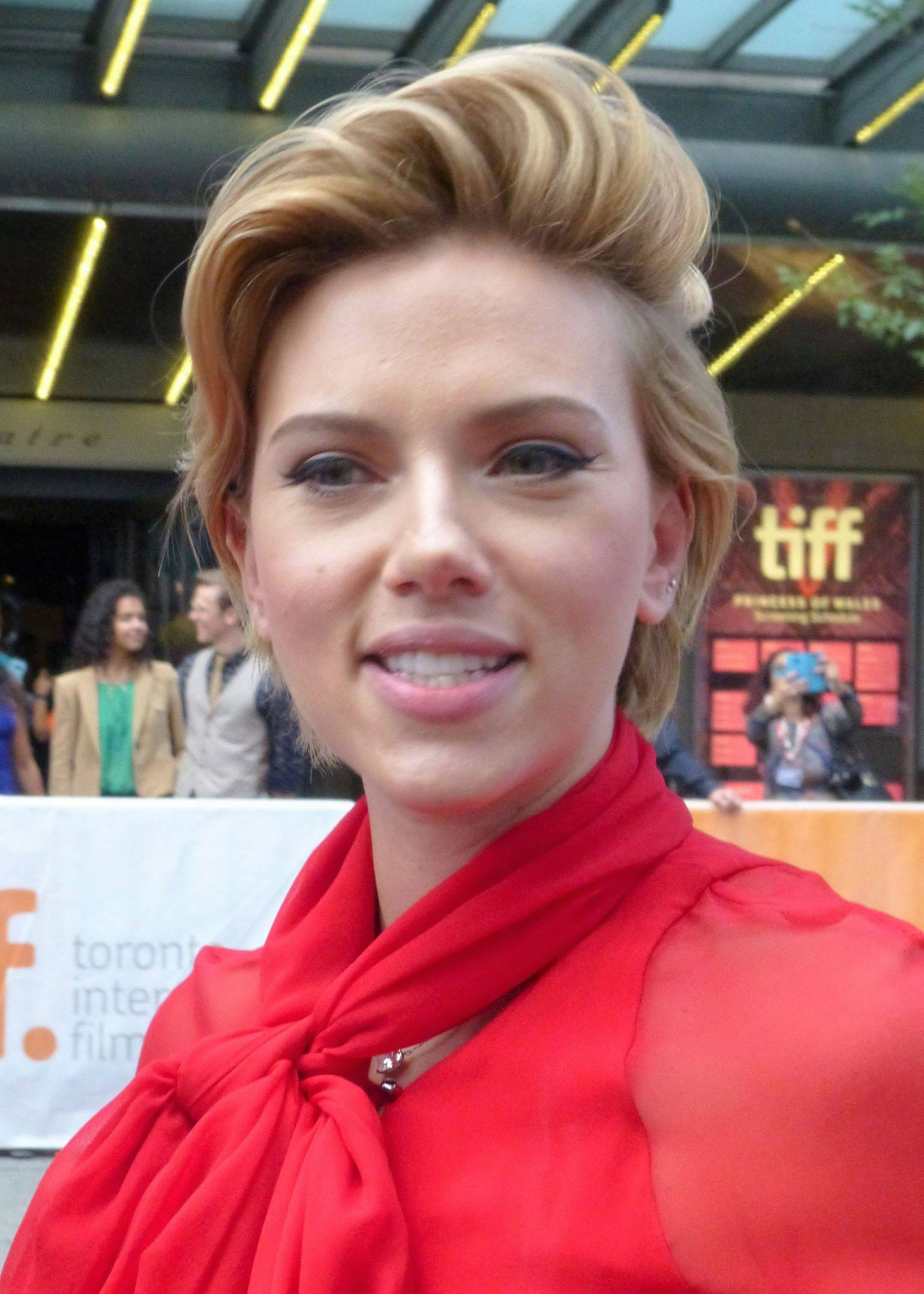
Scarlett Johansson au Festival international du film de Toronto 2016, à la première de Tous en scène.

En 2014, Scarlett Johansson incarne Natasha Romanoff pour la troisième fois, dans Captain America : Le Soldat de l'hiver. Elle vient en France jouer l'héroïne du nouveau film de science-fiction de Luc Besson, Lucy, qui décuple sa puissance cérébrale, acquérant de super pouvoirs. C'est un succès commercial en France et surtout à l'international. En 2015, elle interprète encore Natasha Romanoff dans Avengers : L'Ère d'Ultron, puis, l'année suivante, dans les mêmes habits (et avec une nouvelle coupe de cheveux) dans Captain America: Civil War.
Parallèlement, elle participe à la comédie Ave, César !, écrite et réalisée par Joel et Ethan Coen, qui lui permet de revenir à son registre habituel.
Par ailleurs, elle double le serpent Kaa pour la superproduction Le Livre de la jungle (retrouvant le réalisateur Jon Favreau), ainsi que le personnage d'Ash dans le film d'animation Tous en scène,. Mondialement, le film obtient des critiques positives et a cumulé 634,2 millions de dollars de recettes. Il est le septième film le plus rentable de 2016.
L'année 2017, dans un nouveau blockbuster d'action et de science-fiction, Ghost in the Shell de Rupert Sanders, elle joue le Major, Motoko Kusanagi.
Parallèlement, elle revient à la comédie pour incarner la protagoniste de Pire Soirée, co-écrite et réalisée par Lucia Aniello, entourée de valeurs sûres de l'humour américain, Kate McKinnon, Jillian Bell, Ilana Glazer et Eric André. Les deux films reçoivent de très mauvaises critiques,, tandis que le premier est aussi un flop commercial.
Avec Natasha Romanoff, elle finit la décennie avec deux blockbusters très attendus : en avril 2018, Avengers: Infinity War, quatrième plus grand succès commercial de l'histoire du cinéma avec plus de deux milliards de dollars de recettes (et à ce point le meilleur box-office pour Scarlett Johansson). Pour l'année 2018, Scarlett Johansson domine le classement des actrices les mieux payées au monde, avec un revenu de 40,5 millions de dollars. Par ailleurs, au classement des recettes cumulées par acteurs au box office mondial, elle figure en troisième position derrière Samuel L. Jackson et Robert Downey Jr., ce qui fait d'elle la première actrice, avec des recettes cumulées supérieures à cinq milliards de dollars.
En avril 2019, elle joue dans Avengers: Endgame, qui surpasse Infinity War au box-office, alors qu'un film de Marvel Studios consacré à la Veuve Noire est en préparation avec Scarlett Johansson en vedette. Le long-métrage Black Widow, qu'elle co-produit également, lui a rapporté vingt millions de dollars, contre un million pour le premier Avengers.
Début 2018, elle confirme qu’elle reviendra à un cinéma classique en jouant dans Jojo Rabbit, le prochain film du réalisateur néo-zélandais Taika Waititi, tiré du roman de Christine Leunens, Le ciel en cage.
La même année, alors qu'Hollywood est encore marquée par l'Affaire Weinstein, elle prend la défense du réalisateur new-yorkais Woody Allen accusé d'agression sexuelle contre sa fille, Dylan Farrow. La comédienne qui a travaillé à trois reprises avec le réalisateur et qui est également l'une de ses proches amies explique : « J’aime Woody. Je le crois, et je retravaillerais avec lui n’importe quand. Je le vois dès que je peux, et j’ai eu de nombreuses discussions avec lui sur tout ça. J’ai été très directe, et lui aussi. Il maintient son innocence, et je le crois (…) C’est compliqué parce que c’est une période où les gens sont à cran, et c’est tout naturel. Les gens ressentent des émotions très fortes et sont en colère, très justement. C’est une période intense. » Elle fait partie des rares personnes à prendre sa défense.
En 2021, l'actrice porte plainte contre Disney pour la sortie du film Black Widow sur la plateforme de streaming Disney+. Elle reproche au studio une rupture de contrat lui ayant coûté des millions de dollars, compte tenu du fait que son contrat lui garantit un pourcentage des recettes en salles
En 2024, elle dirige son premier long métrage Eleanor the Great d'après un scénario de Tory Kamen, mettant en scène l'actrice américaine June Squibb. Le film est produit par Trudy Styler - Maven Pictures, Charlotte Dauphin - Dauphin Films et Johansson elle-même à travers sa société de production These Pictures. Sony est attaché à la distribution.

## Carrière musicale

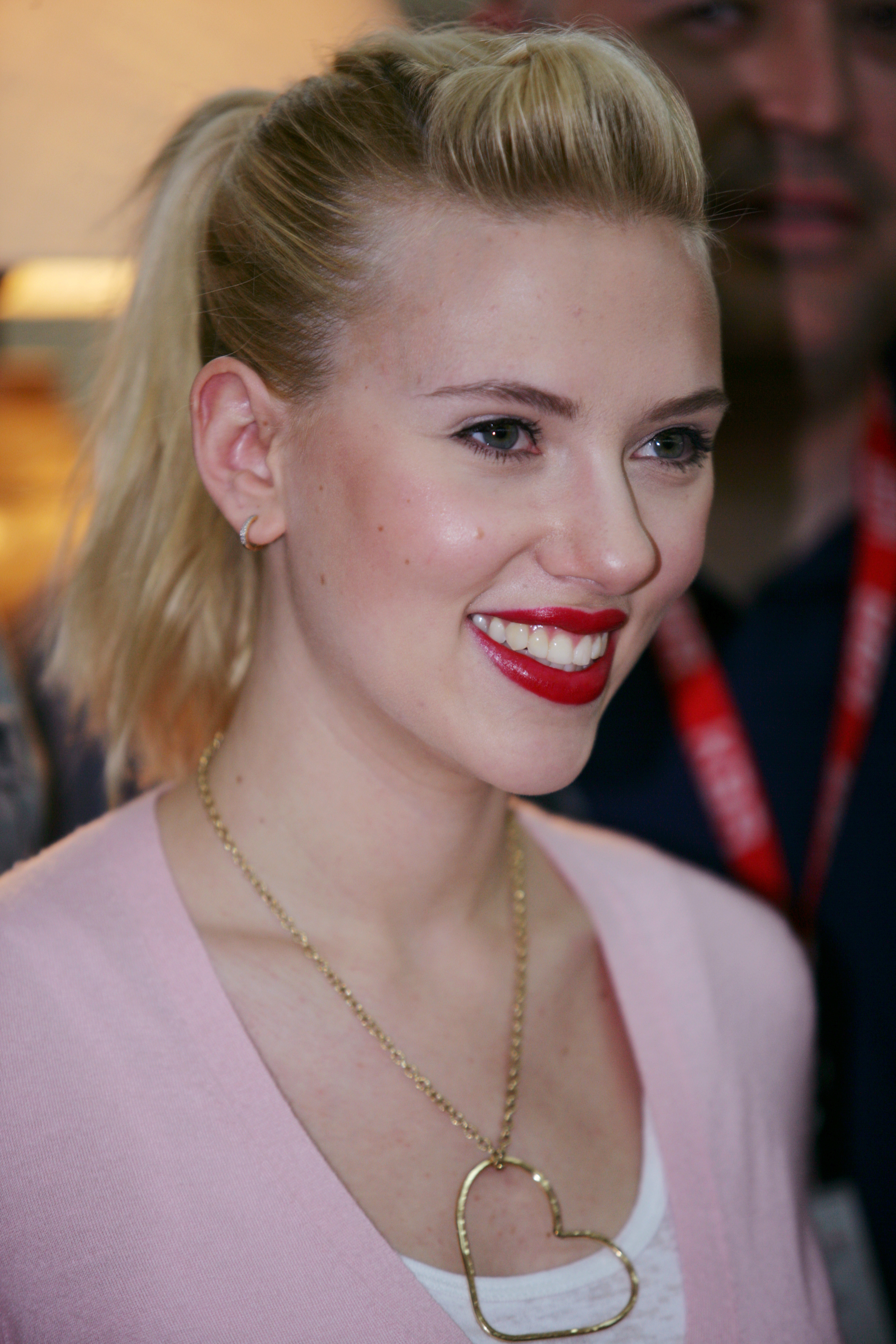
Scarlett Johansson au Camp Buehring, au Koweït, le 20 janvier 2008.

En 2005, Scarlett Johansson fut envisagée pour le rôle de Maria dans l'adaptation au théâtre de La Mélodie du bonheur, dont le rôle fut finalement confié à Connie Fisher après que celle-ci a gagné un concours de jeunes talents de la BBC, « How Do You Solve a Problem Like Maria? ».
Le 6 mai 2006 sort Unexpected Dreams – Songs from the Stars, un album à but non lucratif regroupant plusieurs titres chantés par des acteurs renommés ; Johansson y contribua avec une reprise de Summertime. Elle a chanté en avril 2007 avec le groupe The Jesus and Mary Chain en Californie.
Elle joue en 2006 dans un court métrage de Bennett Miller dont la bande originale est When the Deal Goes Down de Bob Dylan, pour promouvoir le dernier album de ce dernier, Modern Times.
Elle est aussi le personnage principal du clip vidéo de la chanson What Goes Around…/…Comes Around Interlude de Justin Timberlake, sélectionné en août 2007 pour le prix du meilleur clip musical aux MTV Video Music Awards.
Elle enregistre pendant l'été 2007 des reprises de Tom Waits à Maurice en Louisiane,. L'album, intitulé Anywhere I Lay My Head, est une relecture de la musique de Waits et sort le 7 octobre 2007. Il est produit par David Sitek qui a fait appel à David Bowie pour les chœurs (ce dernier avait déjà collaboré avec Scarlett Johansson dans le film Le Prestige) ; on y entend aussi les Yeah Yeah Yeahs, et Celebration (en). Le premier single extrait de l'album, Falling Down, s'accompagne d'un clip.
Scarlett Johansson est apparue le 7 janvier 2008 dans le vidéoclip Yes We Can aux côtés de Will.i.am, Nicole Scherzinger, John Legend, Thandiwe Newton et d'autres artistes pour soutenir le candidat à l'investiture démocrate pour l'élection présidentielle de novembre 2008, Barack Obama.
Début 2009, Scarlett Johansson enregistre une reprise du titre Last Goodbye de Jeff Buckley pour la bande originale du film Ce que pensent les hommes (He's Just Not That Into You).
Le 7 septembre 2009 paraît l'album Break Up enregistré en duo avec Pete Yorn en 2006 dont le single Relator connaît un certain succès. Le disque s'inspire des albums enregistrés dans les années 1960 par Serge Gainsbourg et Brigitte Bardot. En septembre 2011, est d'ailleurs sorti un duo avec Lulu Gainsbourg reprenant le tube Bonnie and Clyde.
En février 2015, Johansson annonce la création de son nouveau groupe « The Singles » dont le premier titre est Candy.

## Image publique
En 2018, Scarlett Johansson est considérée comme l'actrice la mieux payée au monde. Elle a engrangé 40 millions de dollars entre juin 2017 et juin 2018.

### Publicités

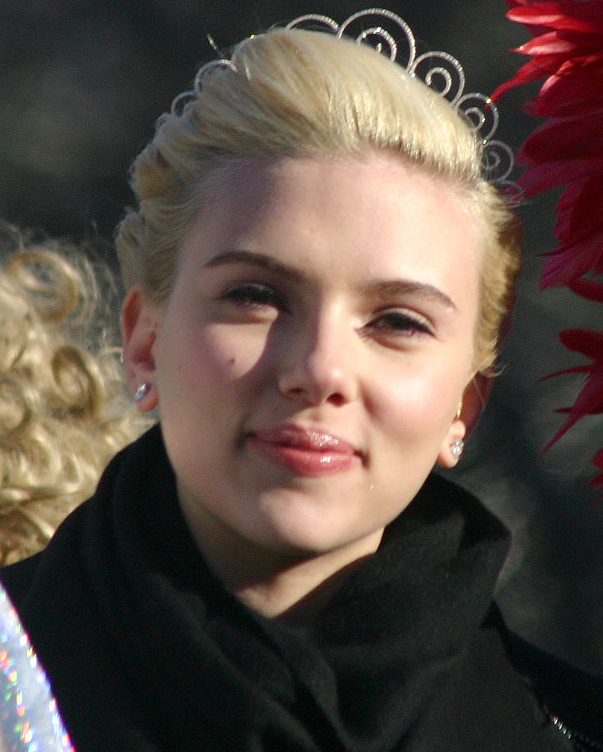
Scarlett Johansson lors du Hasty Pudding Woman of the Year Parade à Cambridge, Massachusetts (15 février 2007).

Scarlett Johansson tourne des publicités pour le parfum Eternity Moment de Calvin Klein et apparaît dans des affiches et des annonces dans les magazines pour ce parfum. L'une des publicités est montrée dans son film The Island. Elle devient symbole et porte-parole de Louis Vuitton au début 2005 et est apparue dans trois de ses campagnes publicitaires (printemps 2005 et printemps et automne 2007). 
En janvier 2006, elle devient porte-parole de L'Oréal.
En juillet 2006, Reebok signe un accord avec elle pour créer des baskets « Scarlett 'Hearts' Rbk », mises en vente au printemps 2007.
En février 2009, elle devient l'égérie du champagne Moët & Chandon. Enfin, en 2009, elle s'associe aux cosmétiques Dolce & Gabbana pour leur parfum The One et pour leurs maquillages, ainsi qu'à l'enseigne de prêt-à-porter espagnole Mango.
En janvier 2014, elle devient l'ambassadrice de la multinationale israélienne Sodastream et tourne dans le film publicitaire de la marque au Super Bowl. Cette publicité suscite la polémique pour deux raisons : d'une part, l'actrice y critique directement les concurrents Pepsi et Coca-Cola. D'autre part, l'association Oxfam International (dont elle est alors ambassadrice) et les promoteurs de la campagne BDS reprochent à Johansson de négliger la présence d'une usine SodaStream dans une colonie israélienne. Scarlett Johansson démissionne du poste d'ambassadrice d'Oxfam International à la suite de ce conflit d'intérêts.

## Vie privée
Scarlett Johansson a eu de nombreux petits amis dans le monde du cinéma et des médias tels que le musicien Jack Antonoff (qui fait référence à Johansson dans sa chanson Better Love) ou encore Jared Leto.
Elle a fréquenté Josh Hartnett durant deux ans. Selon Hartnett, leurs emplois du temps trop chargés furent la raison de leur séparation.
En 2008, elle se marie avec le Canadien Ryan Reynolds. Les deux acteurs annoncent leur séparation en décembre 2010, après deux ans de mariage. Leur divorce est finalisé en juillet 2011.
En 2011, elle a une brève relation avec l'acteur Sean Penn, puis en 2012, avec Nate Naylor.
En novembre 2012, elle est en couple avec Romain Dauriac, de deux ans son aîné, ancien éditeur du magazine français Clark,. Son agent a confirmé qu'elle s'est fiancée à Romain Dauriac en août 2013. Le 30 août 2014, Scarlett met au monde son premier enfant, une fille nommée Rose Dorothy Dauriac,. Ils se marient le 1er octobre 2014. En janvier 2017, une source au magazine People annonce que Scarlett Johansson et Romain Dauriac sont séparés depuis l'été 2016.

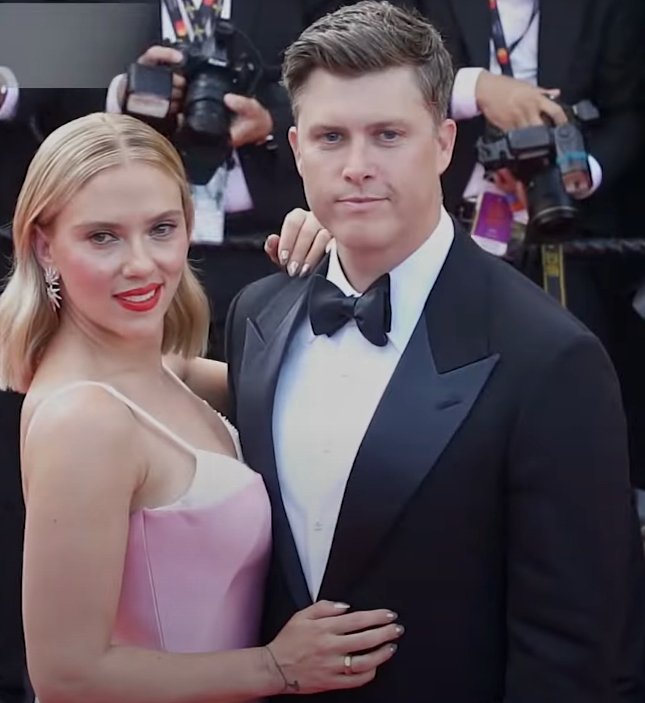
Scarlett Johansson et son époux Colin Jost à l'avant-première dAsteroid City, au Festival de Cannes 2023.

Le 30 novembre 2017, Johansson officialise sa relation avec l'écrivain et comédien Colin Jost lors du gala de l'American Museum of Natural History, à New York. Le couple se fiance en mai 2019 et se marie en octobre 2020,. Le 6 juillet 2021, elle annonce publiquement être enceinte de son mari, Colin Jost. Le 18 août 2021, elle donne naissance à un garçon prénommé Cosmo.

### Déclarations
Scarlett Johansson a déclaré croire que la monogamie puisse ne pas être instinctive et mettre tout en œuvre pour que son couple s'y accorde. Elle dit également que « contrairement à ce qu'on peut penser, [elle] n'est pas libertine », et qu'elle n'est pas du genre à avoir besoin d'être en couple en permanence, en enchaînant les relations. Elle déclare tout de même faire un test VIH deux fois par an.
Johansson aime le fromage, déclarant que son « plus grand vice est le fromage. Rien d'autre ne règne sur ma vie ». Elle critique les médias et Hollywood qui promeuvent les diktats de la beauté et causent chez les femmes l'envie de faire des régimes alimentaires mauvais pour la santé ainsi que des troubles des conduites alimentaires. Elle déclare que « être ultra-maigre n'est pas du tout sexy. Les femmes ne devraient pas se sentir obligées de se conformer aux images malsaines et irréalistes du corps humain diffusées par les médias ».
Concernant ses croyances religieuses, elle préfère ne pas en parler. Elle indique mélanger un peu le christianisme et le judaïsme durant les fêtes de Noël et de Hanoucca. Elle admet ne pas apprécier les discours des célébrités remerciant Dieu ou Jésus. Elle s'est décrite en tant que Juive en parlant de Woody Allen : « J'adore Woody. Nous avons beaucoup en commun. Nous sommes tous les deux new-yorkais et Juifs. Nous avons une relation décontractée. »
Elle a affirmé avoir obtenu la note de 1 080 sur 1 600 au SAT lors de sa scolarité, note qu'elle-même qualifie de médiocre.

### Opinions politiques

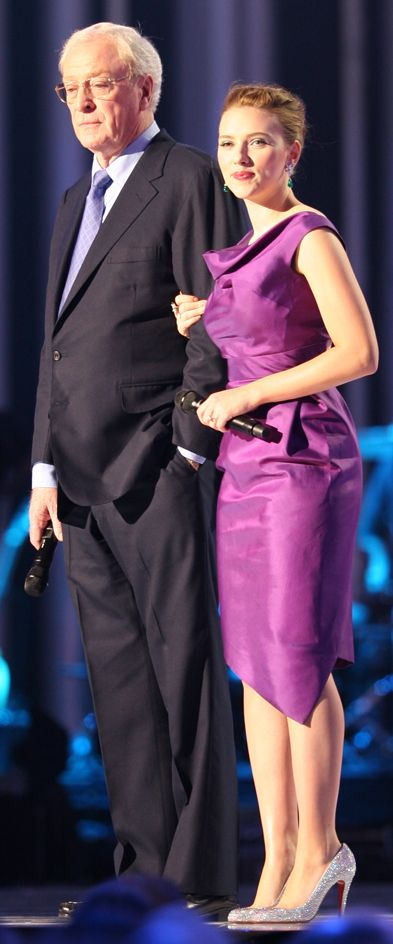
Michael Caine et Scarlett Johansson, lors du Concert du prix Nobel de la paix à Oslo (décembre 2008).

Scarlett Johansson n'a jamais caché ses opinions politiques progressistes ni son adhésion à la gauche américaine. Elle est aussi membre du Parti démocrate et a milité pour l'élection de John Kerry lors de l'élection présidentielle de 2004. Elle dit avoir été déçue par le résultat de cette élection. Elle a aussi participé à la campagne anti-pauvreté menée par le chanteur Bono.
Elle a soutenu Barack Obama lors de l'élection présidentielle de 2008, notamment en apparaissant dans le clip Yes We Can du candidat démocrate en compagnie d'autres célébrités.
Lors de la campagne pour l'élection présidentielle américaine de 2016, elle participe à un clip encourageant les Américains à aller voter, initiative du PAC Save the Day, qui finance la campagne de la candidate démocrate Hillary Clinton.

## Théâtre
- 2010 : Vu du pont (A View from the Bridge) d'Arthur Miller, mise en scène Gregory Mosher (en), Cort Theatre (New York), 24 janvier au 4 avril 2010 : Catherine[88]
- 2013 : La Chatte sur un toit brûlant (Cat on a Hot Tin Roof) de Tennessee Williams, mise en scène Rob Ashford (en), Richard Rodgers Theatre (New York),  à partir du 17 janvier 2013 : Maggie

## Filmographie

### Cinéma

#### Films

##### Années 1990
- 1994 : L'Irrésistible North (North) de Rob Reiner : Laura Nelson
- 1995 : Juste Cause (Just Cause) d'Arne Glimcher : Kate Armstrong
- 1996 : Manny et Lo de Lisa Krueger : Amanda
- 1996 : La Fille d'en face (If Lucy Fell) d'Eric Schaeffer : Emily
- 1997 : Maman, je m'occupe des méchants ! (Home Alone 3) de Raja Gosnell : Molly Pruitt
- 1998 : L'Homme qui murmurait à l'oreille des chevaux (The Horse Whisperer) de Robert Redford : Grace MacLean
- 1999 : My Brother the Pig d'Erik Fleming : Kathy Caldwell

##### Années 2000
- 2001 : The Barber (The Barber: The Man Who Wasn't There) de Joel Coen : Rachael Bundas
- 2001 : Ghost World de Terry Zwigoff : Rebecca
- 2001 : American Rhapsody (An American Rhapsody) d'Eva Gardos : Suzanne
- 2002 : Arac Attack, les monstres à huit pattes (Eight Legged Freaks) d'Ellory Elkayem : Ashley Parker
- 2003 : Lost in Translation de Sofia Coppola : Charlotte
- 2003 : La Jeune Fille à la perle (Girl with a Pearl Earring) de Peter Webber : Griet
- 2004 : Les Notes parfaites (The Perfect Score) de Brian Robbins : Francesca Curtis
- 2004 : Love Song (A Love Song For Bobby Long) de Shainee Gabel : Pursy Will
- 2004 : La Séductrice (A Good Woman) de Mike Barker : Lady Windermere[89]
- 2004 : En bonne compagnie (In Good Company) de Paul Weitz : Alex Foreman
- 2005 : Match Point de Woody Allen : Nola Rice
- 2005 : The Island de Michael Bay : Jordan Two-Delta / Sarah Jordan
- 2006 : Scoop de Woody Allen : Sondra Pransky
- 2006 : Le Dahlia noir (The Black Dahlia) de Brian De Palma : Kay Lake
- 2006 : Le Prestige (The Prestige) de Christopher Nolan : Olivia
- 2007 : Le Journal d'une baby-sitter (The Nanny Diaries) de Shari Springer Berman et Robert Pulcini : Annie « Nan » Braddock
- 2008 : Deux Sœurs pour un roi (The Other Boleyn Girl) de Justin Chadwick : Mary Boleyn
- 2008 : The Spirit de Frank Miller : Silken Floss
- 2008 : Vicky Cristina Barcelona de Woody Allen : Cristina
- 2009 : Ce que pensent les hommes (He's Just Not That Into You) de Ken Kwapis : Anna

##### Années 2010
- 2010 : Iron Man 2 de Jon Favreau : Natasha Romanoff
- 2011 : Nouveau Départ (We Bought a Zoo) de Cameron Crowe : Kelly Foster
- 2012 : Avengers (Marvel's The Avengers) de Joss Whedon : Natasha Romanoff / Black Widow
- 2013 : Hitchcock de Sacha Gervasi : Janet Leigh
- 2013 : Don Jon de Joseph Gordon-Levitt : Barbara Sugarman
- 2013 : Under the Skin de Jonathan Glazer : Laura
- 2013 : Her de Spike Jonze : Samantha (voix)
- 2014 : #Chef (Chef) de Jon Favreau : Molly
- 2014 : Captain America : Le Soldat de l'hiver (Captain America: The Winter Soldier) d'Anthony et Joe Russo : Natasha Romanoff / Black Widow
- 2014 : Lucy de Luc Besson : Lucy
- 2015 : Avengers : L'Ère d'Ultron (Avengers: Age of Ultron) de Joss Whedon : Natasha Romanoff / Black Widow
- 2016 : Ave, César ! (Hail, Caesar!) de Joel et Ethan Coen : DeeAnna Moran
- 2016 : Le Livre de la jungle (The Jungle Book) de Jon Favreau : Kaa (voix)
- 2016 : Captain America: Civil War d'Anthony et Joe Russo : Natasha Romanoff / Black Widow
- 2017 : Ghost in the Shell de Rupert Sanders : Motoko Kusanagi
- 2017 : Pire Soirée (Rough Night) de Lucia Aniello : Jess
- 2018 : Avengers: Infinity War d'Anthony et Joe Russo : Natasha Romanoff / Black Widow
- 2019 : Captain Marvel d'Anna Boden et Ryan Fleck : Natasha Romanoff / Black Widow (scène post-générique, non créditée)
- 2019 : Avengers: Endgame d'Anthony et Joe Russo : Natasha Romanoff / Black Widow
- 2019 : Jojo Rabbit de Taika Waititi : Rosie Betzler
- 2019 : Marriage Story de Noah Baumbach : Nicole Barber

##### Années 2020
- 2021 : Black Widow de Cate Shortland : Natasha Romanoff / Black Widow
- 2023 : Asteroid City de Wes Anderson : Midge Campbell / l'actrice de théâtre Mercedes Ford
- 2023 : My Mother's Wedding (North Star) de Kristin Scott Thomas : Katherine, capitaine dans la Royal Navy
- 2024 : To The Moon (Fly Me to the Moon) de Greg Berlanti : Kelly Jones
- 2025 : The Phoenician Scheme de Wes Anderson : la cousine
- 2025 : Jurassic World : Renaissance (Jurassic World Rebirth) de Gareth Edwards : Zora Bennett
- 2026 : Paper Tiger de James Gray

#### Films d'animation
- 2004 : Bob l'éponge, le film (The SpongeBob SquarePants Movie) de Stephen Hillenburg : princesse Mindy (voix originale)
- 2016 : Tous en scène (Sing) de Garth Jennings : Ash (voix originale)
- 2018 : L'Île aux chiens (Isle of Dogs) de Wes Anderson : Nutmeg (voix originale)
- 2021 : Tous en scène 2 (Sing 2) de Garth Jennings : Ash (voix originale)
- 2024 : Transformers : Le Commencement (Transformers One) de Josh Cooley : Elita

#### Comme productrice
- 2021 : Black Widow de Cate Shortland (productrice déléguée)
- 2024 : To The Moon (Fly Me to the Moon) de Greg Berlanti

#### Comme réalisatrice
- 2025 : Eleanor the Great

### Télévision

#### Séries télévisées
- 2006 : Saturday Night Live : elle-même / Donna Smalls English / Sigrid Helguson / Lexi / Char Hamrlik / Crystal / Clerk / Kendra Barragundian / Sister[90] (saison 31, épisode 10 : Scarlett Johansson / Death Cab for Cutie de Beth McCarthy-Miller (en))
- 2006 : Saturday Night Live : elle-même (non créditée – saison 31, épisode 12 : Steve Martin / Prince – segment Digital Shorts d'Akiva Schaffer)
- 2007 : Saturday Night Live : elle-même / Ivanka Trump / Daughter / Lexi / Bonnie Cox / Kuato / Melissa Sander[91] (saison 32, épisode 18 : Scarlett Johansson / Bjork de Don Roy King (en))
- 2009 : Saturday Night Live : Lexi (non créditée – saison 35, épisode 2 : Ryan Reynolds / Lady Gaga de Don Roy King et Akiva Schaffer)

#### Séries d'animation
- 2005-2006 : Robot Chicken : Amy et la Cheerlader (voix originale – saison 1, épisode 7 : A Piece of Action) / Tooth Fairy (saison 1, épisode 10 : Toyz in the Hood) / Dolores et Veronica Lodge (saison 2, épisode 14 : Veggies for Sloth) / la femme et Lisa (saison 2, épisode 19 : Donkey Punch)

### Clips
- 1999 : Candy, participation au clip vidéo de Mandy Moore, en tant que danseuse.
- 2007 : What Goes Around... Comes Around, participation au clip vidéo de Justin Timberlake
- 2008 : Yes We Can, participation au clip vidéo de Jesse Dylan

### Jeu vidéo
- 2016 : Lego Marvel's Avengers : Natasha Romanoff / Black Widow

## Distinctions

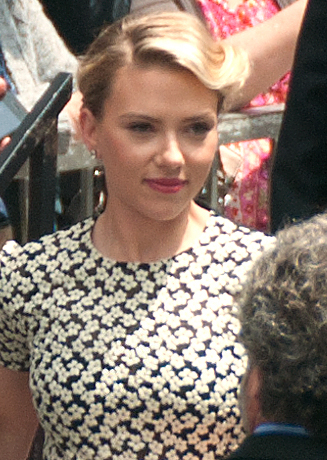
Scarlett Johansson à l'inauguration de son étoile sur le Hollywood Walk of Fame, en mai 2012.

## Voix francophones
Pour les versions françaises, Julia Vaidis-Bogard est la voix régulière de Scarlett Johansson, qu'elle double notamment dans La Jeune Fille à la perle, Match Point, Le Prestige, Lucy, Ghost in the Shell ainsi que la plupart des films de l'univers cinématographique Marvel (à l'exception de Thor : Ragnarok et des films qui ont suivi où l'actrice est doublée par Magali Rosenzweig). Son personnage adolescent dans L'Homme qui murmurait à l'oreille des chevaux (1998) est doublé par Ludivine Sagnier, Gabrièle Valensi dans Lost in Translation (2003), tandis que Elsa Mollien lui prête sa voix dans Deux Sœurs pour un roi (2008).
Au Québec, Camille Cyr-Desmarais est la voix régulière de l'actrice, qu'elle double dans L'Homme qui murmurait à l'oreille des chevaux, Deux Sœurs pour un roi, Lucy, la série de films Avengers et Ghost in the Shell - Le film, notamment.
- Versions françaises :
  - Julia Vaidis-Bogard : Match Point, Le Prestige, Univers cinématographique Marvel (5 films), Lucy, Ghost in the Shell, etc.
  - Magali Rosenzweig : Thor : Ragnarok, Avengers: Infinity War et sa suite, Captain Marvel, Black Widow.

- Versions québécoises :
  - Camille Cyr-Desmarais : L'Homme qui murmurait à l'oreille des chevaux, Deux Sœurs pour un roi, Lucy, série de films Avengers, Ghost in the Shell, etc.